# Морріс Керксі
Морріс Маршалл Керксі (англ. Morris Marshall Kirksey; нар. 13 вересня 1895 — пом. 25 листопада 1981) — американський легкоатлет, який спеціалізувався в бігу на короткі дистанції, та регбіст.

## Із життєпису
Олімпійський чемпіон-1920 в естафеті 4×100 метрів. Срібний призер Ігор-1920 у бігу на 100 метрів. На Іграх-1920 також брав участь у бігу на 200 метрів, проте зупинився на півфінальній стадії.
Крім легкої атлетики, був членом американської регбійної команди на Іграх-1920, у складі якої здобув друге для себе «золото».
По завершенні спортивної кар'єри отримав медичну освіту за напрямком психіатрії та працював за фахом у тюремній системі США.

## Основні міжнародні виступи

### Легка атлетика
| Рік  | Змагання         | Місто     | Місце | Дисципліна |
| ---- | ---------------- | --------- | ----- | ---------- |
| 1920 | Олімпійські ігри | Антверпен | 2     | 100 м      |
| 1920 | 1пф4             | 200 м     |       |            |
| 1920 | 1                | 4×100 м   |       |            |

### Регбі
| Рік  | Змагання         | Місто     | Місце | Дисципліна |
| ---- | ---------------- | --------- | ----- | ---------- |
| 1920 | Олімпійські ігри | Антверпен | 1     | регбі      |